# Tadeusz Marcinkowski
Tadeusz Marcinkowski (* 16. Oktober 1917 in Vilnius; † 8. November 2011) war ein polnischer Mediziner.
Marcinkowski war langjähriger Chef des Departements für forensische Medizin der Pommerschen Medizinischen Universität Stettin.
Er veröffentlichte zahlreiche medizinhistorische Arbeiten und ist Träger des Verdienstkreuzes der Republik Polen und einer Medaille der Komisja Edukacji Narodowej.